# 日本國鐵EF62型電力機車
EF62型电力机车（日语：EF62形電気機関車）是日本国有铁道的直流电力机车车型之一，适用于供电制式为1500伏直流电的电气化铁路。

## 发展历史

### 开发背景
碓冰岭位於日本群马县横川和长野县轻井泽之间，分隔开东侧的信越地方和西侧的關東地方，亦是信越本线的其中一个重要部分。早于明治时代，建设一条翻越碓冰岭的铁路已经受到铁道部门的重视。1885年，上野至横川的铁路通车；1888年，轻井泽至直江津的铁路通车。而横川至轻井泽的铁路则在1891年3月动工，至1893年4月正式通车。至此，连接东京和新潟的国营铁路中山道线（即后来的信越本线）全线开通。
由于碓冰岭地势险峻，碓冰岭区段的最大坡度竟然达到了66.7‰。为了保证列车上下坡时候的安全，碓冰岭区段借鉴了德国哈茨山登山铁路的经验，采用了阿普特式齿轨铁路，并使用专门的蒸汽机车担任补机。两条路轨之间铺设有齿条，蒸汽机车的齿轮与之啮合以产生牵引力，而非像普通铁路那样依靠轮轨之间的粘着来驱动列车。为了解决蒸汽机车造成隧道内黑烟弥漫的问题，碓冰岭区段于1912年完成了电气化改造，并先后引进了多种齿轨式电力机车。
然而，由于受到齿轨铁路的技术限制，碓冰岭一直是信越本线的瓶颈区段。至1950年代，碓冰岭区段所使用的ED42型电力机车的功率只有510千瓦，即使四台机车重联亦只能最多牵引360吨的列车，而且这个单线区段的线路通过能力已达极限。在战后日本经济快速增长的形势下，作为一条连接东京和长野县北信、東信地方的重要纽带，当时信越本线运输能力不足已经成为一个非常严重的问题。
1956年，当时的高崎铁道管理局（今東日本旅客鐵道高崎支社）完成了“碓冰白皮书”，当中指出碓冰岭已经成为一个交通瓶颈，且齿轨铁路设备陈旧老化，并提出了取消齿轨铁路和进行复线改造的建议。翌年，日本国有铁道进行关于碓冰岭区段改善措施的检讨。当时曾比较了两种废除齿轨的方案，一是对既有线进行复线化改造，修建与既有单线并行的第二线；二是彻底废除既有线，新建一条坡度较小（25‰）的展线。因考虑到建筑成本的因素，最终决定实施第一个改造方案。碓冰岭铁路改造工程于1961年动工，至1963年7月15日既有线北侧的新线通车，同年9月30日正式废除了齿轨铁路。

### 机车研制
碓冰岭区段进行粘着运转化改造的同时，信越本线亦加紧进行电气化改造。1962年7月，高崎至横川区段完成电化改造。1963年6月，轻井泽至长野区段亦完成了电化改造。碓冰岭区段则由原本的600伏直流第三轨供电，改造成1500伏直流架空接触网供电。由于碓冰新线的最大坡度仍是66.7‰，所有列车都无法自行通过该区段，因此仍然需要碓冰岭区段专用的电力机车补机，以保证列车有足够的牵引力和制动力。为此，日本国铁开发研制了全新的EF62、EF63型电力机车，前者是作为牵引信越本线直通列车的本务机车，而后者则是专门用于碓冰岭区段的补助机车。
EF62、EF63型电力机车在设计上有许多共通的地方，设计主要重点是改善电力机车的粘着性能和运行安全。两者都广泛采用了許多自ED60型电力机车以来国铁直流新型电力机车的新技术，例如超多段电阻调压、轮对防空转系统、轴重转移电气补偿等，并采用了电阻制动以确保下坡运行时的安全。EF62型电力机车作为信越本线直通列车的本务机车，为适应信越本线较低的线路条件和轴重限制，因而在设计上更为重视机车的轻量化，最明显的特征就是采用了Co-Co轴式，而非EF63型电力机车所采用的Bo-Bo-Bo轴式，机车整备重量为96吨（原型车为92吨），比EF63型电力机车轻12吨。此外，EF62型电力机车还设有为旅客列车供暖的列车供电系统。

### 生产批次
1962年至1969年间，川崎车辆、川崎电机、汽車製造、东洋电机、东芝公司共制造了54台EF62型电力机车。
1962年，川崎车辆和川崎电机制造了EF62型电力机车的首台原型车（1），基于轻量化的原因而将机车整备重量设定为92吨，外观上一些特点亦和后来的量产车不同，例如机械室部分的车体上部并没有任何采光玻璃窗，而侧墙上的八个通风百叶窗以两个一组的方式布置。
1963年，川崎车辆、川崎电机、汽车制造、东洋电机制造了第一批量产车（2～24）。量产车在原型车的基础上作出了一下变化，例如改变了车内和车顶的部分设备，增加前窗玻璃上方的冰柱切割板，侧墙上的每个通风百叶窗改为独立方式布置，机械室部分的车体两侧上部增设采光玻璃窗，并将机车整备重量提高至92吨，以改善机车的粘着性能。
1964年至1969年，川崎车辆、川崎电机、汽车制造、东洋电机、东芝公司制造了第二批量产车（25～54）。与第一批量产车相比，车体两侧下部裙边、避雷器安装位置、驾驶室侧窗形状等细节部分均有变更，通风百叶窗采用了更幼细的冲压成型叶片，从27号机车开始采用蓝色的国铁直流新型电力机车标准涂装，从29号机车开始改变了部分电气控制设备和尾灯外形。

## 运用历史

### 早期试验
1960年秋季，日本国有铁道及有关机车制造商开始新型电力机车的研制工作。1962年5月，川崎车辆和川崎电机完成试制首台EF62型电力机车，而东芝公司负责的首台EF63型电力机车也同步落成。同年6月，专门为新型电力机车进行运转试验的试验段（碓冰新线丸山信号场至一号隧道间约长2公里的66.7‰大坡度区间）首先开通，EF62、EF63型电力机车在此开始进行一系列的试验运转。试验过程亦比较顺利，一直备受关注的制动性能并没有出现什么问题，但上坡时发生的空转却比预期频密，同时还根据试验结果设定了适当的牵引定数和限制速度。1963年1月，EF62、EF63型电力机车开始进行第二次性能试验。同年5月，随着碓冰新线全线完成施工，正线运行试验和乘务员培训工作亦开始进行。

### 信越本线

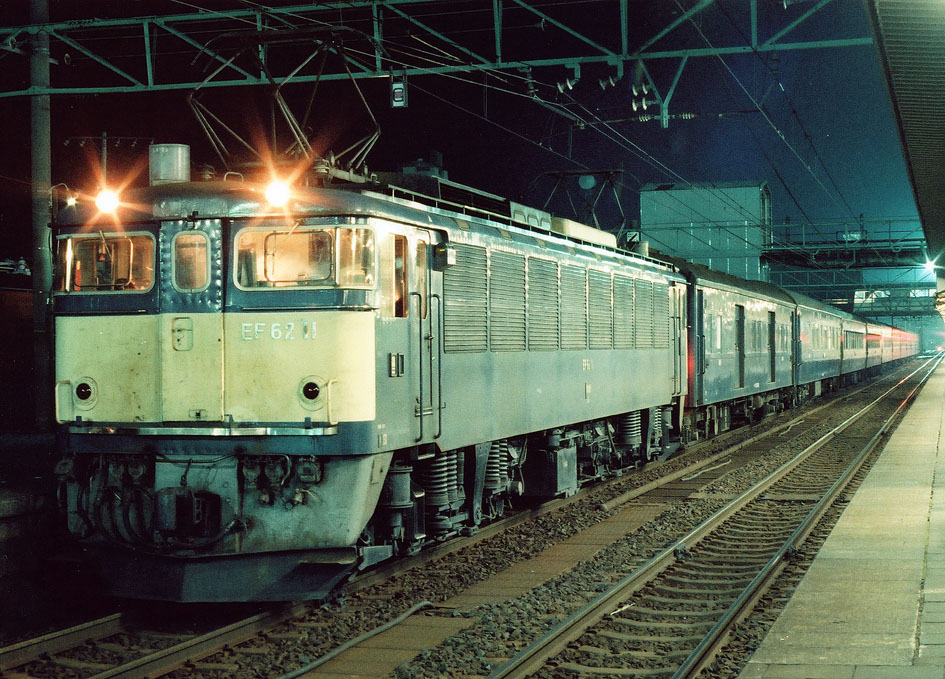
EF62 11号机车牵引由上野开往福井的“越前号”夜行急行列车（1982年）

1963年3月至7月，EF62、EF63型电力机车的第一批量产车陆续交付使用。1963年7月15日，碓冰新线开通运营，EF62、EF63型电力机车亦正式投入运用。碓冰新线开通及信越本线电气化使得该线运输能力得到大幅提升，列车上下碓冰岭的所需时间也大大缩短。在齿轨铁路时代，横川和轻井泽之间的运行时间约为42分钟；而碓冰新线开通后，旅客列车在该路段的运行时间压缩了一半，往轻井泽方向（下行）为17分钟，往横川方向（上行）为24分钟。此外，列车牵引定数也比以前有所增加，当使用两台EF63型电力机车担任补机时，旅客列车和货物列车的最大牵引定数分别为360吨和400吨。
EF62型电力机车最初均配属于高崎第二机关区（今高崎机关区）和篠之井机关区（今盐尻机关区篠之井派出分部），主要担当上野至长野间直通旅客列车（包括急行列车）和货物列车的牵引任务。此后，信越本线长野至直江津、直江津至宫内区段分别于1966年8月、1969年7月完成电气化，EF62型电力机车的运用范围亦相应扩展至新潟。从1970年代初起，随着上野至金泽的“白山号”急行列车（1972年升级为特急列车）改由489系电力动车组担当，同时信越本线普通旅客列车也逐步替换为80系电力动车组，使EF62型电力机车变为牵引货物列车为主。
1975年10月28日，信越本线碓冰岭区段发生严重的回送机车脱轨颠覆事故。当日清晨，由两台EF63型电力机车牵引两台EF62型电力机车组成的单5462次机车回送列车（EF62 35+EF62 12+EF63 9+EF63 5）由轻井泽往横川的下坡方向运行。清晨6時16分，当列车行驶至上行线一号隧道内发现制动失效，失控的列车在66.7‰下坡道上不断加速，在接近隧道出口处脱轨，列车脱轨后冲出隧道并掉落到路堤下。事故造成三名机车乘务员受伤，四台机车的损伤情况均被定为大破，但由于修复困难而被现场解体处理。
尽管碓冰岭区段已经实现粘着运转化，但该路段仍然是信越本线最大的瓶颈区段。由于碓冰岭区段的货物列车牵引定数限制为400吨，因此通过碓冰岭的货物列车必须在横川和轻井泽车站重新编组，大大降低了运输效率。出于这个原因，关东和北陆地方之间的货物列车，越来越少经由低效率的信越本线运行，而改为经由路线较迂回但运输条件较好的上越线运行。1984年2月，日本国铁实行运行图调整后，关东地方往长野县方向的货物列车均统一经由中央本线、篠之井线运行，并停止了信越本线安中至小诸间（含碓冰岭区段）的货运业务。同时，信越本线其余路段的货物列车亦改由EF64、EF65型電力機車担当牵引任务，进一步缩小了EF62型电力机车的使用范围。

### 东海道、山阳本线

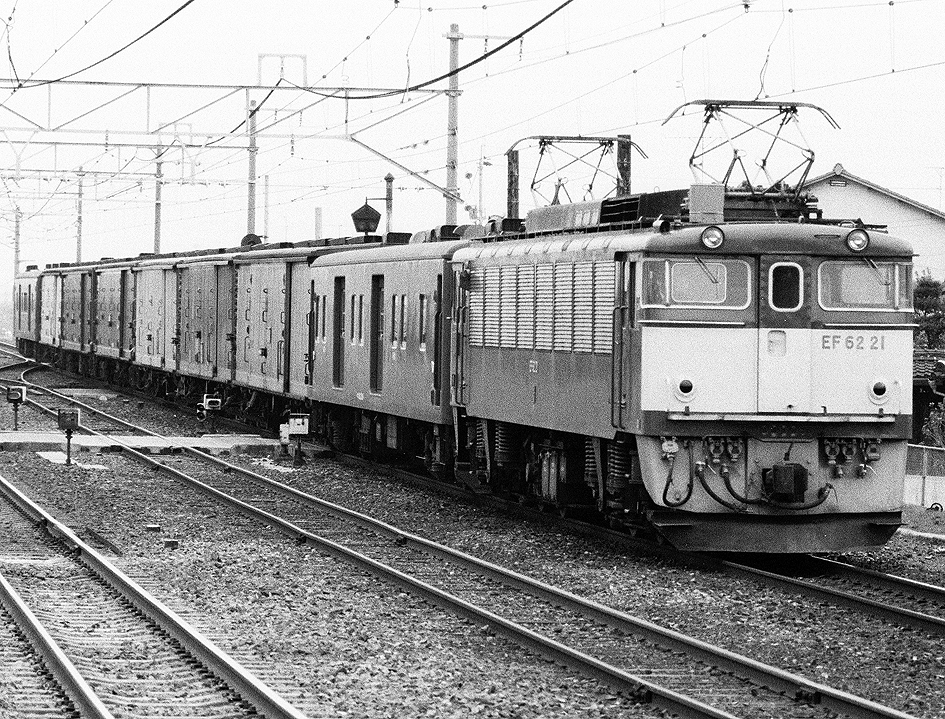
EF62 21号机车在山阳本线牵引行包列车（1985年）

1980年代初期，東海道本線和山陽本線的行包列车仍然主要使用EF58型电力机车担当牵引任务，但由于EF58型电力机车日益老化而需要寻求替代机车。为满足行包列车乘务员室的冬季供暖需要，牵引机车必须设有蒸汽供暖锅炉或者列车供电系统。当时，搭载蒸汽锅炉的EF61型电力机车的数量不足以应付行包列车，作为东海道本线和山阳本线主力货运机车的EF65型电力机车并没有电气供暖功能，而具有列车供电系统的部分EF64型电力机车的运用也比较紧张。考虑到日本国铁的经营和财政状况持续恶化，新造电力机车已经被排除于选择范围外，尽量调剂利用现有机车是唯一可行的办法，甚至将已被封存的EF70型交流电力机车改造成直流电力机车亦曾被列入考虑之列。
最终，日本国铁基于节约成本的角度，决定利用碓冰岭区段货物列车停运后剩余的部分EF62型电力机车，将其投入到东海道本线和山阳本线使用。1984年，共有26台EF62型电力机车（4、13～34、36～38）转配属下关运转所（今下关综合车辆所运用检修中心），并配合行李车而改装KE3型电气连接器，担当汐留至下关间行包列车的牵引任务。然而，EF62型电力机车作为专为山区铁路设计、发挥牵引力为主的电力机车（持续速度为39公里/小时），研制时并没有考虑到在平原地区的东海道、山阳本线上进行超过1000公里以上长距离高速运转，因此从机车性能特性来讲，EF62型电力机车实际上并不适合用来代替高速性能较优的EF58型电力机车（持续速度为68公里/小时）。EF62型电力机车投入东海道、山阳本线运用后，牵引电动机因长时间过载运转而频繁发生闪络、环火等故障。
1986年11月，日本国铁实施民营化之前最后一次运行图调整，正式终止了经营欠佳的行包货运业务。信越本线或东海道、山阳本线上的大部分EF62型电力机车，都在1987年4月国铁分割民营化之前停运报废。其中，EF62 25号机车报废后由国铁清算事业团所拥有，并参与了本四備讚線（瀨戶大橋線）开通前的瀨戶大橋1000吨荷重列车试验。

### 国铁民营化后

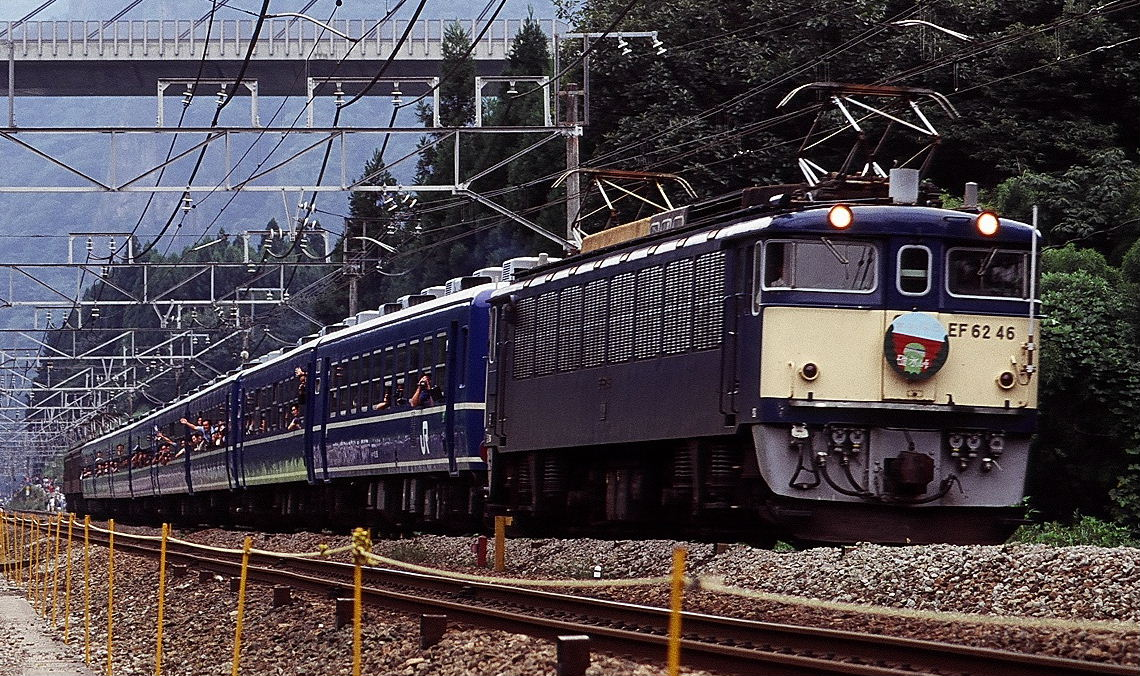
碓冰岭铁路停运前夕，EF62 46号机车牵引由12系客车组成的“告别碓冰岭号”临时列车。

國鐵分割民營化之际，信越本线尚存的六台EF62型电力机车（41、43、46、49、53、54）均由东日本旅客铁道（JR东日本）继承，并集中配属于田端运转所。这六台机车主要担当上野至金泽的“能登号”夜行急行旅客列车，以及黑井至二本木间化工制品列车的定期牵引任务，当客流高峰期时亦会牵引信越本线的临时旅客列车。至1993年3月18日全国铁路运行图调整后，“能登号”列车换型为489系电力动车组，EF62型电力机车亦不再牵引货物列车，49、53号机车停运报废。此后，余下的机车只用于牵引临时列车，并在长野新干线兴建期间牵引往轻井泽方向的钢轨运输列车。
1997年10月1日，长野新干线通车运营的同时，碓冰岭铁路亦结束了104年的历史。最后三台仍处于运用状态的EF62型电力机车（43、46、54），在横川至轻井泽区段废止前多次牵引临时快速列车，包括“告别碓冰岭号”（「さよなら碓氷峠号」）、“告别碓冰岭彩虹号”（「さよなら碓氷峠レインボー号」）、“浪漫号”、“江户号”等欢乐列车。碓冰岭铁路停运后，EF62型电力机车的最后牵引任务，是将EF63型电力机车经由信越本线、上越线回送至高崎运转所（今高崎车辆中心）。1998年8月，这三台机车开始顺序报废。1999年1月4日，54号机车成为最后一台报废的EF62型电力机车。

## 技术特点

### 总体布置
EF62型电力机车是客货运通用的直流电力机车，适用于1500伏直流电气化铁路。机车的两端各有一个司机室，司机室内机车运行方向的左侧设有司机操纵台，司机正前方的前窗玻璃中央位置设有除霜器，司机室两侧设有供乘务员乘降的车门，司机室上方车顶装有两盏密封光束灯式前照灯。考虑到与补助机车重联运用的需要，司机室前端中央设有贯通门，以便乘务人员通过到另一台机车，外观形式与ED60、ED61型电力机车相似。车体中部是设有各种机械及电气装置的机械室，内设有贯通式双侧内走廊连接两端司机室。车顶安装有两台PS17型双臂式受电弓（部分机车后来改装PS22型）、高速断路器、避雷器等高压电气设备。机车采用车体通风系统，车身两侧各设有八个通风百叶窗，是车内设备通风冷却的主要进风窗口。机车两端各设有一个柴田式上作用自动车钩，并采用两个并联的RD7型缓冲器。

### 车体结构
车体采用整体承载式全钢焊接结构，车体底架采用无中梁的框架式承载结构，以尽量降低车体底架的结构重量，车体垂向荷载和纵向荷载均由侧梁承载，因此亦加强了侧梁的强度和刚度。同样出于车体轻量化的原因，车体顶盖广泛采用了玻璃钢材料，这些玻璃钢部件的本色是半透光的浅灰色，因此在原型车的机械室内并没有采光玻璃窗，但量产车则在车体侧墙上方增设小型玻璃窗。此外，由于玻璃钢顶盖的强度不能支撑受电弓的重量，所以在受电弓位置下另设有钢制横梁。

### 电气系统

#### 调速控制
EF62型电力机车是直—直流电传动的直流电力机车，机车主电路结构与EF63型电力机车基本相同。机车通过超多段电阻调压、牵引电动机的串并联换接、以及磁场削弱控制来达到调速的目的。EF62型电力机车使用六台MT52型四极串励直流牵引电动机（后来改装MT52A型），这是日本国铁直流和交流电力机车通用的标准型牵引电动机，小时功率为425千瓦，额定电压为750伏特，额定电流为615安倍，额定转速为每分钟860转，冷却方式为强迫通风。
电阻调压系统包含了主电阻器及副电阻器，首先利用主电阻器实现多个大调压级，再于每个大调压级内利用副电阻器实现若干小调压级，降低了每个级位之间的电压变化，从而获得了相对平滑的调速性能。EF62型电力机车使用CS16型电动凸轮轴式主电阻控制器（27～52号机车使用CS16A型，53～54号机车使用CS16B型）、CS17型电动凸轮轴式副电阻控制器（27～52号机车使用CS17A型，53～54号机车使用CS17B型）、CS18型电动凸轮轴式转换控制器（53～54号机车使用CS18A型）。
除了电阻调压外，亦可以通过改变牵引电动机回路连接方式（串联、串—并联、并联），来改变牵引电动机的端电压。该项转换是通过主电阻控制器的串并联切换来进行的，EF62型电力机车还首次采用桥式换接电路，以减少串并联换接过程中造成的牵引力冲击。此外，为扩大机车的恒功调速范围，还可以对牵引电动机施行四级磁场削弱，削弱率分别为78％、61％、49％、40％。

#### 轴重补偿
当机车牵引列车起动时，由于轮周牵引力与车钩处作用的列车阻力不在同一水平面，使前后转向架各轴载荷发生变化，称之为牵引力作用下的轴重转移。为了提高机车黏着重量利用率，EF62型电力机车还具有轴重转移电气补偿功能。电气补偿是根据各轴粘着重量的比例，对各轴牵引电动机实施不同程度的磁场削弱，从而使各轴的轮周牵引力趋于一致。使用电气补偿时，（机车行驶方向）第一轴和第四轴的牵引电动机励磁率为61%，第二轴和第五轴的励磁率为78%，第三轴和第六轴的励磁率为100%。

#### 电阻制动
为了充分利用列车在长大下坡道的势能，EF62型电力机车并设有电阻制动功能。当机车使用电阻制动时，首先经由CS18型转换控制器切断牵引电动机与牵引电路的连接，再将牵引电动机电枢与大容量制动电阻接成回路，使牵引电动机变为他励直流发电机运转，发出的电能通过电阻器转化为热能消耗掉，制动力可通过CS16型主电阻控制器来调节。当列车下坡时使用电阻制动，可以避免机车频繁使用踏面制动来控制速度，防止闸瓦与轮箍因长时间摩擦而造成磨耗和过热的问题，有效保障列车的运行安全。

#### 辅助电路
EF62型电力机车采用直流电传动的辅助电路系统。主电阻器通风机、牵引电动机通风机均使用MH91A型直流电动机和FK34A型通风机，输入电压为1500伏特，额定功率为20千瓦。电动空气压缩机使用MH92B型直流电动机和C3000型压缩机，输入电压为1500伏特，额定功率为15千瓦。另外，还设有一台小型直流电动发电机，由两台同轴的MH77C型直流电动机和DM43C型直流发电机组成，额定功率为3千瓦，用于向控制电路、照明电路和蓄电池供应100伏特直流电。

#### 电气供暖
EF62型电力机车是第一种设有列车供电系统的国铁新性能直流电力机车，能够在冬季为旅客列车的电热取暖装置供电。蒸汽取暖曾经是过往日本铁路主流的客车车厢取暖方式，由机车或者暖房车为列车内的取暖器提供高温蒸汽。至1950年代末，交流电力机车开始装备列车供电系统，旅客列车的电热取暖装置逐渐普及，取消蒸汽锅炉不仅有利于电力机车的轻量化，而且电气供暖的操作也比蒸汽供暖容易得多，因此在1960年代以后开发的国铁新型客运电力机车大多设有列车供电设备。
EF62型电力机车的列车供电系统包括一台交流电动发电机及配套的电气连接线路。交流电动发电机由同轴的MH107型直流电动机和DM69型交流发电机组成，用来将1500伏特直流电转换成1440伏特单相交流电，额定转速为每分钟1800转，供电容量为320千伏安。机车两端设有供电插座，通过供电线与列车连接。

### 通信设备

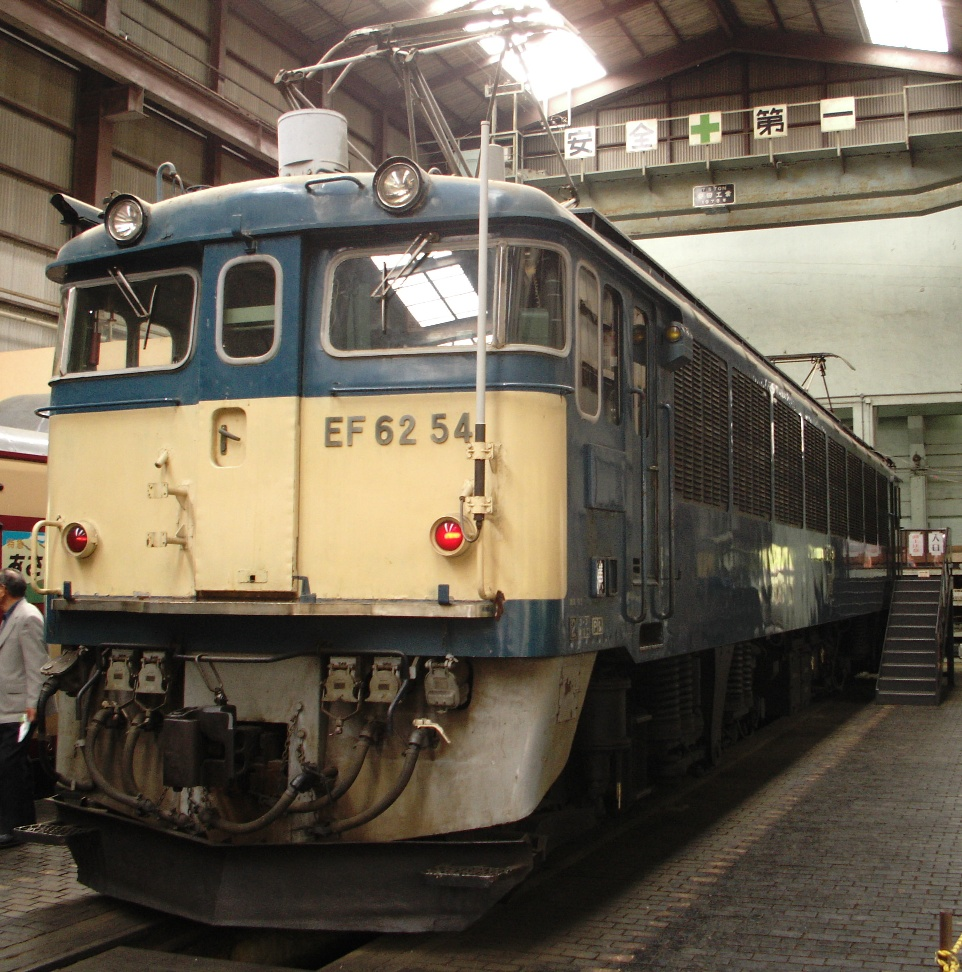
机车正面左侧设有直排阵列天线

为了满足本务机车和补助机车之间，以及机车与地面之间的无线通信需要，EF62、EF63型电力机车投入运用初期采用低频感应无线电，载波频率为150KHz，但这种无线通信方式的缺点是隧道内的噪声干扰较严重。因此，碓冰岭区段于1975年10月完成了横轻协调运转无线通信改造，采用400MHz特高频无线通信设备，沿线铺设铁路通信专用的漏泄同轴电缆（LCX），并在EF62型电力机车的第二端司机室侧面及车顶安装天线，扩大了铁路无线通信的覆盖范围。1980年代又增加了列车无线防护装置。1990年代初，为提高山区区段的无线通信可靠性，EF62型电力机车的两端正面左侧加装了八木天线公司制造的直排阵列天线。

### 转向架

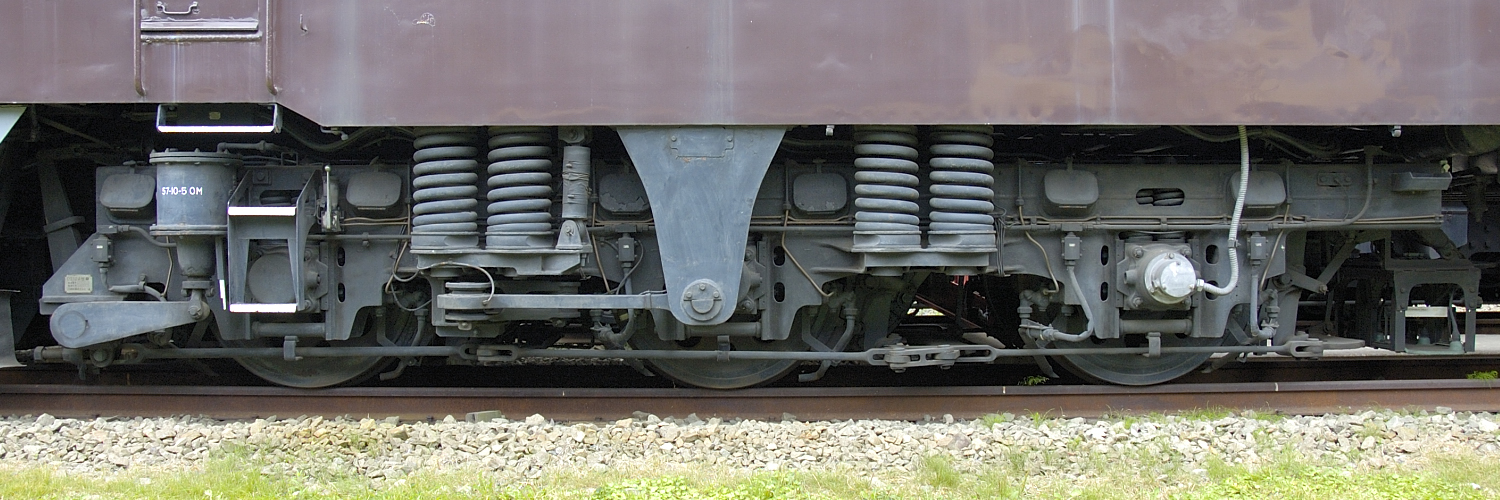
DT124型转向架

EF62型电力机车是日本国有铁道唯一一种采用Co-Co轴式的新性能直流电力机车。由于日本铁路有许多半径较小的曲线区段，为了使机车更容易通过曲线区段，轴距较短的二轴转向架明显优于三轴转向架。自从1957年研制成功的DF50型柴油机车开始，日本国铁大多数的六轴机车均采用了Bo-Bo-Bo或Bo-2-Bo轴式，但EF62型电力机车却在这个趋势下逆其道而行，主要原因是为了减轻转向架结构的重量。然而，受到固定轴距较长的条件限制，三轴转向架的轮轨侧压力和轮缘磨耗必然比二轴转向架大，因此自EF62型电力机车之后，日本国铁就不再研制Co-Co轴式的六轴电力机车。
机车走行部为两台DT124型三轴转向架，转向架中心间距为9760毫米（原型车为9660毫米），固定轴距为3900毫米。构架采用“目”字形钢板焊接结构，轴箱采用导框式定位结构。为减轻转向架的轮轨侧压力，中间轴设有横向移动机构，当通过曲线时轮对可横移6～25毫米。牵引电动机悬挂装置采用轴悬式，牵引电动机的一侧通过抱轴瓦刚性地支承在车轴上，另一侧通过吊杆悬挂在转向架构架上，牵引电动机输出的转矩通过一级减速齿轮传动轮对，齿轮传动比为4.44（16：71）。
EF62型电力机车采用无摇枕、无心盘的全旁承支重结构转向架，车体全部重量通过八组旁承弹簧坐落在两台转向架上。一系悬挂为轴箱顶端螺旋弹簧，二系旁承悬挂为每侧两组四个的螺旋圆弹簧组，并配有垂向油压减震器。牵引力和制动力通过转向架与车体底架间的低位双侧平行四杆牵引机构传递，每台转向架两侧的牵引拉杆连接成一组连杆机构，转向架围绕着由牵引杆机构成的假想中心相对于车体转动。这种结构降低了牵引点高度，可以减少轴重转移和防止轮对空转。基础制动装置为单侧闸瓦制动。

## 车辆保存
- EF62 1、EF62 54号机车：静态保存于碓冰嶺鐵道文化村。